# Малышева, Ирина Алексеевна
Ири́на Алексе́евна Ма́лышева (род. 24 октября 1947, Хабаровск) — советский и российский лингвист, доктор филологических наук (1997), профессор Хабаровского государственного педагогического института (2000), главный научный сотрудник ИЛИ РАН, один из авторов и редакторов Словаря русского языка XVIII века.

## Биография
Окончила Дальневосточный государственный университет (г. Владивосток) в 1970 г. В 1972—1975 гг. обучалась в очной аспирантуре кафедры общего и исторического языкознания МГПИ им. В. И. Ленина. В 1975 г. И. А. Малышева защитила кандидатскую диссертацию на тему «Язык Архангельской таможенной книги 1719 года» (под руководством Р. И. Аванесова). В 1997 г. защитила докторскую диссертацию «Материалы таможенного делопроизводства XVIII века как объект лингвистического источниковедения».
Преподавала в Уссурийском педагогическом институте (1970—1972, 1975—1978 гг.) и в Хабаровском педагогическом институте/университете (1978—2002 гг.), где читала курсы старославянского языка, исторической грамматики русского языка, введения в языкознание, общего языкознания и истории лингвистических учений. В 1985 г. получила учёное звание доцента, в 2000 г. — учёное звание профессора.
Преподавала русский язык за рубежом — в вузах Польши (1982—1984 гг.) и Китая (1993 г.). В 1993 г. была награждена знаком «Отличник народного просвещения».
С 2002 г. работает в Институте лингвистических исследований РАН в должности ведущего научного сотрудника, с ноября 2005 г. была назначена руководителем группы «Словаря русского языка XVIII века», с октября 2018 по 2023 г. была руководителем Отдела русской исторической лексикологии и лексикографии.
С 2002 по 2015 г. преподавала в Санкт-Петербургском институте внешнеэкономических связей, экономики и права (ИВЭСЭП) и в Балтийском институте иностранных языков и межкультурного сотрудничества, читала курсы введения в языкознание, общего языкознания и истории лингвистических учений.
В 2024 г. И. А. Малышева стала лауреатом премии им. С. Ф. Ольденбурга, присуждаемой Комитетом по науке и высшей школе Правительства Санкт-Петербурга.

## Основные публикации

### Монографии
- Малышева И. А. Памятники деловой пиcьменности XVIII века как объект лингвистического источниковедения. — Хабаровск: Хабар. гос. пед. ун-т, 1997. — 182 с. — ISBN 5-87155-155-6.
- Малышева И. А. Архангельская (Двинская) таможенная книга 1719 года. — СПб.: ИЛИ РАН, 2024. — 444 с. — ISBN 978-5-6047-9999-4.

### Статьи
- Малышева И. А. Тюркские заимствования в русских памятниках делового письма XVIII в. // Тюркология : журнал. — 1992. — № 1. — С. 33—42.
- Малышева И. А. Проблемы источниковедческого исследования письменных памятников XVIII века // Вопросы языкознания. — 1998. — № 3. — С. 122—133.
- Малышева И. А. Архангельская таможенная книга 1710 г. // Торговля, купечество и таможенное дело в России в XVI–XIX вв.: Сб. мат. Второй международной научной конференции. — Курск, 2009. — С. 129—134.
- Малышева И. А. Некоторые замечания к «Словарю русского языка XVIII века. Восточная Сибирь. Забайкалье» // Региональные варианты национального языка. — Улан-Удэ : БГУ, 2013. — С. 197—201.
- Малышева И. А. Из истории изучения лексики русского языка XVIII века // Лексикология и лексикография славянских языков: Международная колл. монография / Отв. ред. М. И. Чернышева. — Москва : Издательский центр «Азбуковник», 2017. — С. 556—582.